# Eudistoma fasciculum
Eudistoma fasciculum är en sjöpungsart som beskrevs av Monniot 1996. Eudistoma fasciculum ingår i släktet Eudistoma och familjen Polycitoridae. Inga underarter finns listade i Catalogue of Life.